# Gladstone, Missouri
Gladstone är en ort i Clay County, Missouri, USA.